# Christian Borchgrevink
Christian Dahle Borchgrevink (Oslo, 11 maggio 1999) è un calciatore norvegese, difensore degli Hearts.

## Carriera

### Club
Borchgrevink è cresciuto nelle giovanili del Vålerenga. Il 26 aprile 2017 ha effettuato il proprio esordio in prima squadra, subentrando a Robert Lundström nella vittoria per 0-8 arrivata sul campo del Gran, sfida valida per il primo turno del Norgesmesterskapet. Il 24 settembre successivo ha debuttato in Eliteserien, schierato titolare nella vittoria casalinga per 2-1 sul Brann.
Il 15 agosto 2018, Borchgrevink ha rinnovato il contratto che lo legava al Vålerenga fino al 31 dicembre 2021 ed è stato contestualmente ceduto in prestito all'HamKam, per il resto della stagione. Il 26 agosto ha pertanto giocato la prima partita con questa maglia, in 1. divisjon, quando è stato impiegato da titolare nella vittoria per 0-1 sul Florø.
A fine stagione, Borchgrevink è ritornato al Vålerenga. Il 5 aprile 2019 è stato ceduto, con la medesima formula, al Notodden. Il 7 aprile ha esordito con questa casacca, subentrando a Martin Strange nel pareggio interno per 1-1 contro lo Skeid. Il 5 maggio ha siglato la prima rete, nella vittoria per 0-2 sul campo del Tromsdalen. Il 3 giugno 2019, il Vålerenga ha richiamato Borchgrevink dal prestito.
Il Vålerenga è retrocesso in 1. divisjon al termine del campionato 2023. Il 26 febbraio 2024, Borchgrevink è stato nominato nuovo capitano della squadra. Ha contribuito al ritorno nella massima divisione del club, al termine di quella stessa stagione.
Il 10 aprile 2025 è stato annunciato il suo trasferimento agli scozzesi degli Hearts, per cui ha firmato un contratto triennale: il trasferimento sarebbe stato ratificato a partire dal 1º luglio, alla riapertura del calciomercato.

### Nazionale
Borchgrevink ha rappresentato la Norvegia a livello Under-15, Under-16, Under-18, Under-19 e Under-20. Con la compagine Under-20 ha partecipato al mondiale 2019, in cui la Norvegia è stata eliminata al termine della fase a gironi.

## Statistiche

### Presenze e reti nei club
Statistiche aggiornate al 3 luglio 2025.
| Stagione         | Club             | Campionato       | Campionato | Campionato | Coppe nazionali | Coppe nazionali | Coppe nazionali | Coppe continentali | Coppe continentali | Coppe continentali | Supercoppe | Supercoppe | Supercoppe | Totale | Totale |
| Stagione         | Club             | Comp             | Pres       | Reti       | Comp            | Pres            | Reti            | Comp               | Pres               | Reti               | Comp       | Pres       | Reti       | Pres   | Reti   |
| ---------------- | ---------------- | ---------------- | ---------- | ---------- | --------------- | --------------- | --------------- | ------------------ | ------------------ | ------------------ | ---------- | ---------- | ---------- | ------ | ------ |
| 2017             | Vålerenga        | ES               | 1          | 0          | CN              | 3               | 0               | -                  | -                  | -                  | -          | -          | -          | 4      | 0      |
| gen.-ago. 2018   | Vålerenga        | ES               | 2          | 0          | CN              | 1               | 1               | -                  | -                  | -                  | -          | -          | -          | 3      | 1      |
| ago.-dic. 2018   | HamKam           | 1D               | 6          | 0          | CN              | -               | -               | -                  | -                  | -                  | -          | -          | -          | 6      | 0      |
| apr.-giu. 2019   | Notodden         | 1D               | 7          | 1          | CN              | 1               | 0               | -                  | -                  | -                  | -          | -          | -          | 8      | 1      |
| giu.-dic. 2019   | Vålerenga        | ES               | 12         | 1          | CN              | 1               | 0               | -                  | -                  | -                  | -          | -          | -          | 13     | 1      |
| 2020             | Vålerenga        | ES               | 29         | 1          | -               | -               | -               | -                  | -                  | -                  | -          | -          | -          | 29     | 1      |
| 2021             | Vålerenga        | ES               | 24         | 3          | CN              | 2               | 0               | UECL               | 2                  | 0                  | -          | -          | -          | 26     | 3      |
| 2022             | Vålerenga        | ES               | 0          | 0          | CN              | 0               | 0               | -                  | -                  | -                  | -          | -          | -          | 0      | 0      |
| 2023             | Vålerenga        | ES               | 13+2       | 1+0        | CN              | 1               | 0               | -                  | -                  | -                  | -          | -          | -          | 16     | 1      |
| 2024             | Vålerenga        | 1D               | 29         | 2          | CN              | 3               | 0               | -                  | -                  | -                  | -          | -          | -          | 32     | 2      |
| gen.-giu. 2025   | Vålerenga        | ES               | 2          | 0          | CN              | 0               | 0               | -                  | -                  | -                  | -          | -          | -          | 2      | 0      |
| Totale Vålerenga | Totale Vålerenga | Totale Vålerenga | 112+2      | 8+0        |                 | 10              | 1               |                    | 2                  | 0                  |            | -          | -          | 126    | 9      |
| 2025-2026        | Hearts           | SP               | 0          | 0          | CS+CdL          | 0               | 0               | -                  | -                  | -                  | -          | -          | -          | 0      | 0      |
| Totale           | Totale           | Totale           | 125+2      | 9+0        |                 | 11              | 1               |                    | 2                  | 0                  |            | -          | -          | 140    | 10     |

## Palmarès

### Club

#### Competizioni nazionali
- 1. divisjon: 1

Vålerenga: 2024